# Forcipomyia equitans
Forcipomyia equitans är en tvåvingeart som först beskrevs av Edwards 1933.  Forcipomyia equitans ingår i släktet Forcipomyia och familjen svidknott. Inga underarter finns listade i Catalogue of Life.